# Арритола, Морган
Морган Арритола (англ. Morgan Arritola, род. 13 мая 1986 года в Бенде, Орегон, США) — американская лыжница, участница Олимпийских игр в Ванкувере.

## Биография
В Кубке мира Арритола дебютировала в феврале 2007 года, тогда же впервые попала в тридцатку лучших на этапе Кубка мира, в эстафете. Всего на сегодняшний момент имеет 8 попаданий в тридцатку лучших на этапах Кубка мира, 3 в командных и 5 в личных соревнованиях. Лучшим достижением Арритолы в общем итоговом зачёте Кубка мира является 90-е место в сезоне 2007-08.
На Олимпиаде-2010 в Ванкувере, показала следующие результаты: 10 км — 34-е место, дуатлон 15 км — 37-е место, эстафета — 11-е место, масс-старт 30 км — не финишировала.
За свою карьеру принимала участие в двух чемпионатах мира, лучший результат 13-е место в эстафете на чемпионате-2009 в чешском Либереце, в личных гонках не поднималась выше 21-го места.
Использует лыжи производства фирмы Fischer.